# Supergirl (песня Ханны Монтаны)
«Supergirl» — сингл американской певицы Ханны Монтаны — героини одноимённого сериала канала Дисней, альтер эго главной героини Майли Стюарт в исполнении певицы и актрисы Майли Сайрус. Автором песни является певица и продюсер Кара Диогуарди в соавторстве с австралийкой Даниэль Джеймс, спродюсирована же она группой Dreamlab. Песню издало подразделение Walt Disney Company, лейбл Walt Disney Records, в 2008 году в качестве второго и последнего сингла к альбому Hannah Montana 3, саундтреку к третьему сезону сериала. Песня записана в жанре танцевального рока, а её текст повествует о звёздной жизни героини.

## Создание и релиз
Песню написали совместно певица и продюсер Кара Диогуарди, которая также является автором ещё двух песен альбома, и Даниэль Джеймс, для которой эта песня стала единственной работой пластинки. В её расширенном издании присутствует караоке-версия композиции. В интернете песня стала доступна для скачивания и прослушивания в ноябре 2008 года вместе с шестью другими песнями альбома. Премьера на принадлежащем The Walt Disney Company Radio Disney состоялась 2 июля следующего года в рамках продвижения сериала и его саундтрека.

## Композиция
«Supergirl» — это дэнс-рок песня, которая длится 2 минуты и 55 секунд. Согласно AllMusic и Orange County Register, в ней присутствуют элементы тин-попа и данс-попа, а Майкл Вуд, обозреватель журнала Entertainment Weekly, описал её как рок-песню без поп-включений. Песня написана в умеренном темпе и имеет стандартный для него размер. Она записана в тональности до мажор и следует последовательности аккордов Am11-Fmaj7-C-G. В лирическом же плане песня рассказывает о жизни суперзвезды, коей являлась по сюжету сериала Ханна Монтана.

## Живое выступление и видеоклип
10 октября 2008 года Майли Сайрус в образе Ханны представила «Supergirl» вместе с остальными композициями альбома на живом шоу, которое прошло в Ирвайне, Калифорния, в амфитеатре Verizon Wireless. Этот же концерт записали для выпуска на DVD. Выступление началось именно с этой песни. Ханна предстала перед публикой в tie-dye-футболке в бело-розовых оттенках, белых брюках и розовой куртке. Глаза закрывали большие солнцезащитные очки. В начале представления Майли сидела на скамье перед зеркалом, а сопровождающие её танцоры занимались наложением макияжа. После этого она поёт, ходя по сцене, а под конец встаёт посреди сцены и исполняет спокойную часть композиции. По мнению Питера Ларсена, обозревателя Orange County Register, это был лучший номер шоу. Запись с концерта выложили в интернет 2 июля 2009 года в качестве видеоклипа на песню для продвижения саундтрек-альбома.

## Восприятие

### Отзывы критиков
Хизер Пейпс с AllMusic описала «Supergirl» как композицию, имеющую свою изюминку, но при этом похожую на множество других поп-рок-песен, что были до неё. Критик сайта About.com Уоррен Трюитт аналогично описал её как выстроенную по лекалам и шаблонам от авторов, которые точно знают то, какого рода песни ждут поклонники артистки. Майкл Вуд посчитал, что стилистически «Supergirl» напоминает песни Келли Кларксон. Питер Ларсен же ещё до уточнения того, какая из песен станет вторым синглом альбома, угадал, что в этом качестве выйдет именно «Supergirl», которая, по его мнению, после этого должна была звучать в наушниках каждого ребёнка месяц или два. Музыковед и киновед Дойли Грин назвала песню самопародийной наряду с такими синглами Ханны как «Rock Star» и «The Best of Both Worlds». В ретроспективе критики называют песню одним из главных хитов Ханны Монтаны.

### Чарты
| Страна   | Чарт (2008)                        | Высшая позиция | Источник |
| -------- | ---------------------------------- | -------------- | -------- |
| Австрия  | Ö3 Austria Top 40                  | 58             | [ 11 ]   |
| Германия | GfK Entertainment                  | 42             | [ 12 ]   |
| США      | Bubbling Under Hot 100 (Billboard) | 5              | [ 13 ]   |

## История релиза
| Год выпуска | Композиция         | Автор песни                     | Продюсер | Сторона | Формат            |
| ----------- | ------------------ | ------------------------------- | -------- | ------- | ----------------- |
| 2008        | «Supergirl»        | Кара Диогуарди и Даниэль Джеймс | Dreamlab | А       | цифровой релиз/CD |
| 2008        | «Every Part of Me» | Адам Уоттс и Энди Додд          | Dreamlab | Б       | цифровой релиз/CD |